# Vautour à long bec
Gyps tenuirostris
Pour des articles plus généraux, voir Vautour et Accipitridae.
Espèce
Répartition géographique
Statut de conservation UICN

 CR A2ace+4ace : 
En danger critique
Statut CITES
Le Vautour à long bec (Gyps tenuirostris) est une espèce d'oiseaux récemment reconnue. Pendant quelque temps, il a été classé avec son cousin, le Vautour indien. Toutefois, ces deux espèces ont des aires de répartition différentes et peuvent être immédiatement distinguées par des observateurs qualifiés, même à des distances considérables. Le vautour indien ne se trouve qu'au sud du Gange et niche dans les falaises tandis que le Vautour à long bec e se trouve le long de l'Himalaya et en Asie du Sud et niche dans les arbres.

## Description
Ce vautour est principalement gris avec un croupion et des caudales gris pâle. Les cuisses ont un duvet blanchâtre. Le cou est long, nu, maigre et noir. La tête noire est anguleuse et étroite avec le bec sombre et rétréci en son milieu. L'ouverture de l'oreille est proéminente et bien visible [6].

## Distribution et habitat
On le trouve en Inde dans les plaines au nord du Gange, à l'ouest jusqu'à l'Himachal Pradesh, au sud potentiellement aussi loin que le nord de l'Orissa, et à l'est jusqu'à l'Assam. On le trouve également dans le nord et le centre du Bangladesh, le sud du Népal, la Birmanie et le Cambodge.

## Écologie
Cette espèce a connu une baisse marquée de ses effectifs ces dernières années. Il reste des populations sauvages restent dans le nord et l'est de l'Inde jusqu'au sud du Népal et du Bangladesh, avec une petite population en Birmanie. La seule colonie de reproduction en Asie du Sud est dans la province de Stoeng Treng au Cambodge. Cette colonie semble composée de l'ordre de 50-100 oiseaux. La survie des vautours au Cambodge est peut-être en partie due au fait que le diclofénac, qui est toxique pour les vautours, n'y est pas disponible. La Société royale pour la protection des oiseaux (RSPB) a placé le nombre approximatif de vautours à long bec en dessous de 1 000 en 2009 et prévoit son extinction totale dans la prochaine décennie.